# 창선고등학교
창선고등학교(昌善高等學校)는 대한민국 경상남도 남해군 창선면 상죽리에 있는 사립 고등학교이다. 

## 학교 연혁
- 1950년 4월 4일 : 창선학원 설립
- 1956년 2월 8일 : 창선고등학교 설립 인가
- 1956년 4월 3일 : 창선고등학교 개교
- 2000년 11월 28일 : 박영안 이사장 취임
- 2003년 2월 28일 : 정보처리과 폐과
- 2019년 3월 1일 : 농어촌 자율학교 지정(경상남도교육청)
- 2022년 3월 1일 : 농어촌 자율학교 재지정(경상남도교육청)
- 2022년 3월 1일 : 고교학점제 선도학교 지정(경상남도교육청)
- 2023년 12월 8일 : 교육부 지정 농어촌 참좋은 학교 선정
- 2023년 12월 22일 : 제66회 졸업식(총계 6,823명)
- 2024년 3월 1일 : 한창호 교장 취임
- 2024년 3월 1일 : 2024학년도 입학식

-->

## 참고 자료
- 창선고등학교 - 한국교육학술정보원 학교알리미